# 驼舌草属
驼舌草属（学名：Goniolimon）是蓝雪科下的一个属，为多年生草本植物。该属共有约20种，分布于非洲西北部和蒙古。